# Podstene
Podstene és una vila de Croàcia que es troba al comtat de Primorje - Gorski Kotar i pertany al municipi de Brod Moravice. El 2021 tenia onze habitants.